# U-Bahnhof Congreso

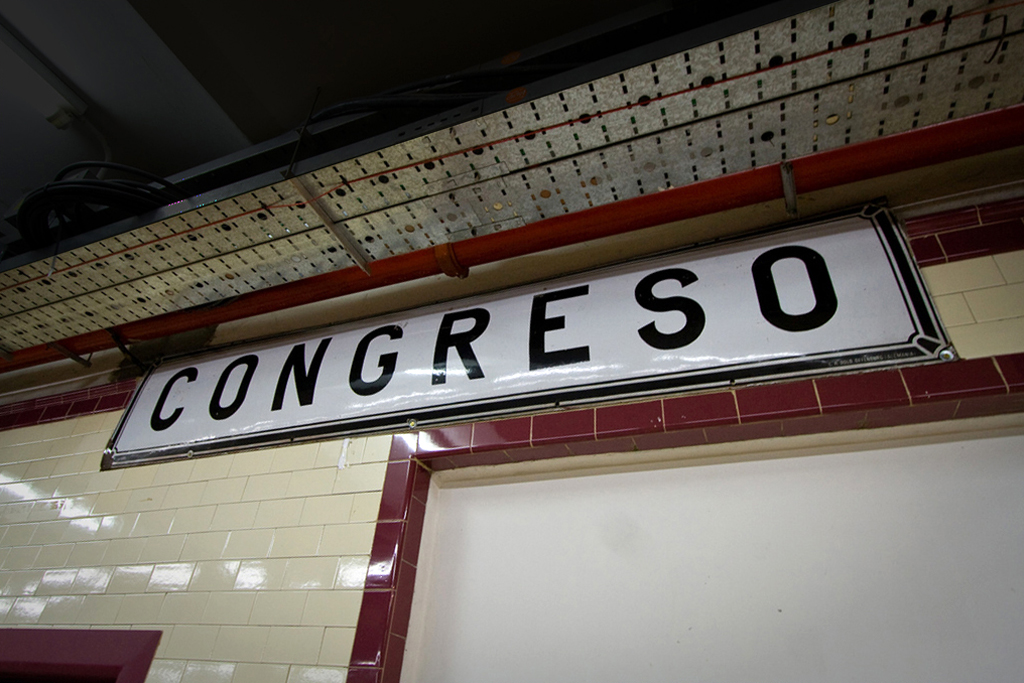
Bahnhofsschild

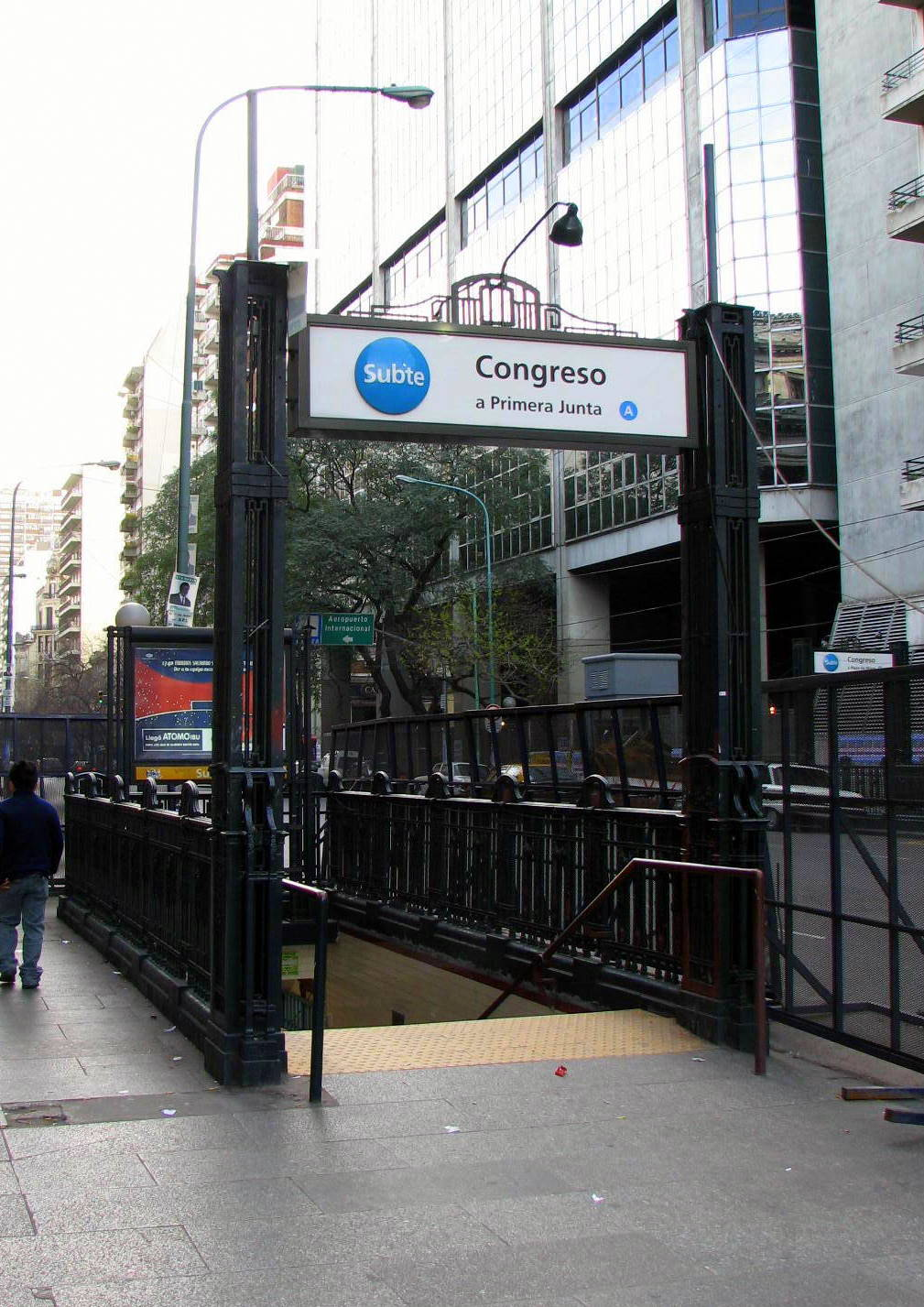
Eingang zum U-Bahnhof

Der U-Bahnhof Congreso ist eine Station der Linie A der Subterráneos de Buenos Aires und ist Teil des Abschnittes Plaza de Mayo–Plaza Miserere, der als Erster des Netzes am 1. Dezember 1913 eröffnet wurde. Der U-Bahnhof befindet sich unterhalb der Avenida Rivadavia zwischen den Straßen Avenida Callao/Avenida Entre Ríos und Calle Riobamba/Calle Combate de los Pozos. Südlich des Bahnhofes befindet sich der namensgebende Argentinische Kongresspalast (Palacio del Congreso de la Nación Argentina).

## Geschichte
Der U-Bahnhof Congreso wurde gemeinsam mit dem Abschnitt zwischen der Plaza de Mayo und der Plaza Miserere am 1. Dezember 1913 in Betrieb genommen. Auch dieser Bahnhof erhielt die üblichen Seitenbahnsteige, das Bahnhofsmobiliar, die Säulen und Zierleisten erhielten eine braune Lackierung. Die Wände sind weiß-beige gefliest.
1997 wurde der U-Bahnhof als nationales historisches Denkmal (monumento histórico nacional) eingestuft.
In den letzten Jahren fanden verschiedene Sanierungsmaßnahmen im Bahnhof statt. Unter anderem erhielt der Bahnhof einen Aufzug – als einer der wenigen U-Bahnhöfe in Buenos Aires.

## Anbindung
Am U-Bahnhof bestehen Umsteigemöglichkeiten zu zahlreichen Bussen (colectivos).
| Linie | Verlauf |
| ----- | --- |
|       | Plaza de Mayo – Perú – Piedras – Lima – Sáenz Peña – Congreso – Pasco – Alberti – Plaza Miserere – Loria – Castro Barros – Río de Janeiro – Acoyte – Primera Junta – Puán – Carabobo – San José de Flores – San Pedrito |